# Блум, Бенджамин
Бенджамин Сэмюэл Блум (англ. Benjamin Samuel Bloom, 21 февраля 1913 — 13 сентября 1999) — американский психолог методов обучения, создатель таксономии Блума.

## Биография
Родился в городе Лансфорд, Пенсильвания. Закончил Пенсильванский университет со степенями бакалавра и магистра в 1935 году. В 1942 году защитил степень доктора в Чикагском университете.

В 1960-е годы выпустил две книги которые развили его теорию, названную таксономией Блума: Стабильность и Изменение человеческих характеристик (Stability and Change in Human Characteristics) и Классификация образовательных целей (Taxonomy of Educational Objectives). В 1965—1966 годах — президент объединения исследователей просвещения. Таксономия Блума вскоре была принята многими учебными заведениями США, однако в дальнейшем из-за объективной критики её применение в школах уменьшилось.

## Труды
- «Taxonomy of educational objectives» (Таксономия Блума)
- «Handbook on formative and summative evaluation of student learning» by Blum, Hastings, Madaus, 1971 McGraw-Hili, inc.